# Arrhenophanes perspicilla
Arrhenophanes perspicilla is een vlinder uit de familie van de Psychidae. De wetenschappelijke naam van de soort is voor het eerst geldig gepubliceerd in 1790 door Stoll.